# George McCune
George McAfee "Mac" McCune (Phenjan, 1908. június 16. – 1948. november 5.) koreai születésű amerikai nyelvész volt, aki Edwin O. Reischauerrel közösen fejlesztette ki a McCune–Reischauer átírási rendszert 1937-ben. Phenjanban született, egy amerikai értelmiségi misszionárius, George Shannon McCune fiaként. A fiatal McCune Koreában végezte alapfokú tanulmányait, később a dél-dakotai Huron Egyetemen tanult, de egy évvel később áthelyezték a Rutgers Egyetemre. Végül főiskolai diplomáját az Occidental College-ban szerezte meg.
A diploma megszerzése után visszatért Phenjanba, és a Union Christian College főiskolán tanított. Az oktatás mellett sikeres kereskedelmi vállalkozásokat is bonyolított.
Testvére, Shannon Boyd-Bailey McCune (1913-1993), földrajztudós volt, akinek számos Koreában írt tudományos könyv tulajdonítható.

## Fordítás
- Ez a szócikk részben vagy egészben  a   George M. McCune című angol Wikipédia-szócikk fordításán alapul.  Az eredeti cikk szerkesztőit annak laptörténete sorolja fel. Ez a jelzés csupán a megfogalmazás eredetét és a szerzői jogokat jelzi, nem szolgál a cikkben szereplő információk forrásmegjelöléseként.
- Ez a szócikk részben vagy egészben  a(z)   ジョージ・M・マッキューン című japán Wikipédia-szócikk fordításán alapul.  Az eredeti cikk szerkesztőit annak laptörténete sorolja fel. Ez a jelzés csupán a megfogalmazás eredetét és a szerzői jogokat jelzi, nem szolgál a cikkben szereplő információk forrásmegjelöléseként.